# 僕達のHarmony
「僕達のHarmony」（ぼくたちのハーモニー）は、浅岡雄也の5枚目のシングル。

## 解説
以後、発売されたアルバムへ収録された際にはリミックスされたものが収録され、シングルバージョンは今作のみの収録である。

## 収録曲
1. 僕達のHarmony
作詞：浅岡雄也　作曲：ユ・ヘジュン　編曲：田辺トシノ
2. Evergreen
作詞：浅岡雄也　作曲：阿部靖広　編曲：久米康隆
3. PARADISE
作詞：浅岡雄也　作曲：ユ・ヘジュン、浅岡雄也　編曲：福田康文